# Flurazole
Le flurazole  est composé chimique du groupe des thiazoles utilisé comme phytoprotecteur en combinaison avec l'herbicide alachlore sur les cultures de sorgho.